# Historias inconscientes
Historias inconscientes, es el sexto libro del argentino Gabriel Rolón. El libro es publicado por Editorial Planeta, escrito en 2013.

## Reseña
«Historias inconscientes. (Vidas al límite).» Es un libro que relata las historias de psicoanálisis que van desde las adicciones, la discapacidad, el incesto, la mentira, la culpa, una histeria grave y sufriente, y un amor desmesurado. Pero esta vez los relatos son  acompañados de un marco conceptual.
El libro se encuentra publicado en varios países lationamericanos. En Uruguay el libro fue presentado en Ateneo de Montevideo, en junio de 2014. En junio, julio y agosto de 2014 estuvo primero entre los cinco libros más vendidos en ese país.
Fue galarondado con el Premio Libro de Oro en 2014, por la Cámara Uruguaya del Libro, por ser superventas del año en su categoría.